# Serra de Boratuna
La Serra de Boratuna és una serra que delimita els municipis de Canet d'Adri i Sant Martí de Llémena a la comarca del Gironès, amb una elevació màxima de 545 metres.
Un camí recorre la carena de la serra des del coll de les Palomeres, al nord-est, passant per la Muntanya de Velers, fins a la Bora Tuna, al sud-oest. La Bora Tuna és una cova a prop del poble de Llorà i les primeres excavacions arqueològiques foren realitzades sota la direcció de Maties Pallarès i Gil.